# Anatoli Vasílievich Liapidevski

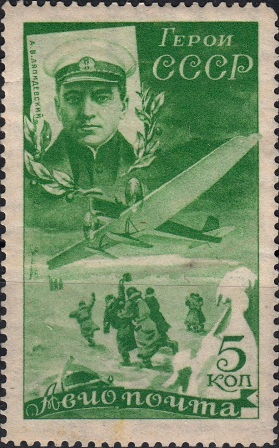
Sello soviético de 1935, con Anatoli Liapidevski.

Anatoli Vasílievich Liapidevski ( * 1908 - 1983) 
fue un piloto de la Fuerza Aérea Soviética y uno de los primeros en obtener el título de Héroe de la Unión Soviética (en 1934). 
Alcanzó el grado de Mayor-General de la Fuerza Aérea Soviética; trabajando como piloto con el departamento de Extremo Oriente de la flota de aire civil. 
Después del 13 de febrero de 1934, cuando el buque de vapor Cheliuskin se hundió en las aguas del Ártico, Liapidevski, en condiciones extremadamente difíciles, participa en su búsqueda y una operación de rescate aéreo de su equipo conocido como los "cheliúskintsy"). Realizó vuelos para salvar a los "cheliúskintsy" de la pista de aterrizaje en el campo de hielo flotante del Mar de Chukotka a la ciudad de Uelen. 
A Liapidevski le fue concedido el título de "Héroe de la Unión Soviética" por este hecho. Durante la Segunda Guerra Mundial sirvió como comandante adjunto de las fuerzas aéreas del decimonono ejército y jefe de la región del campo de la Séptima Fuerza Aérea.
- Datos: Q488063
- Multimedia: Anatoly Lyapidevskiy / Q488063